# 多摩川橋梁 (小田急小田原線)

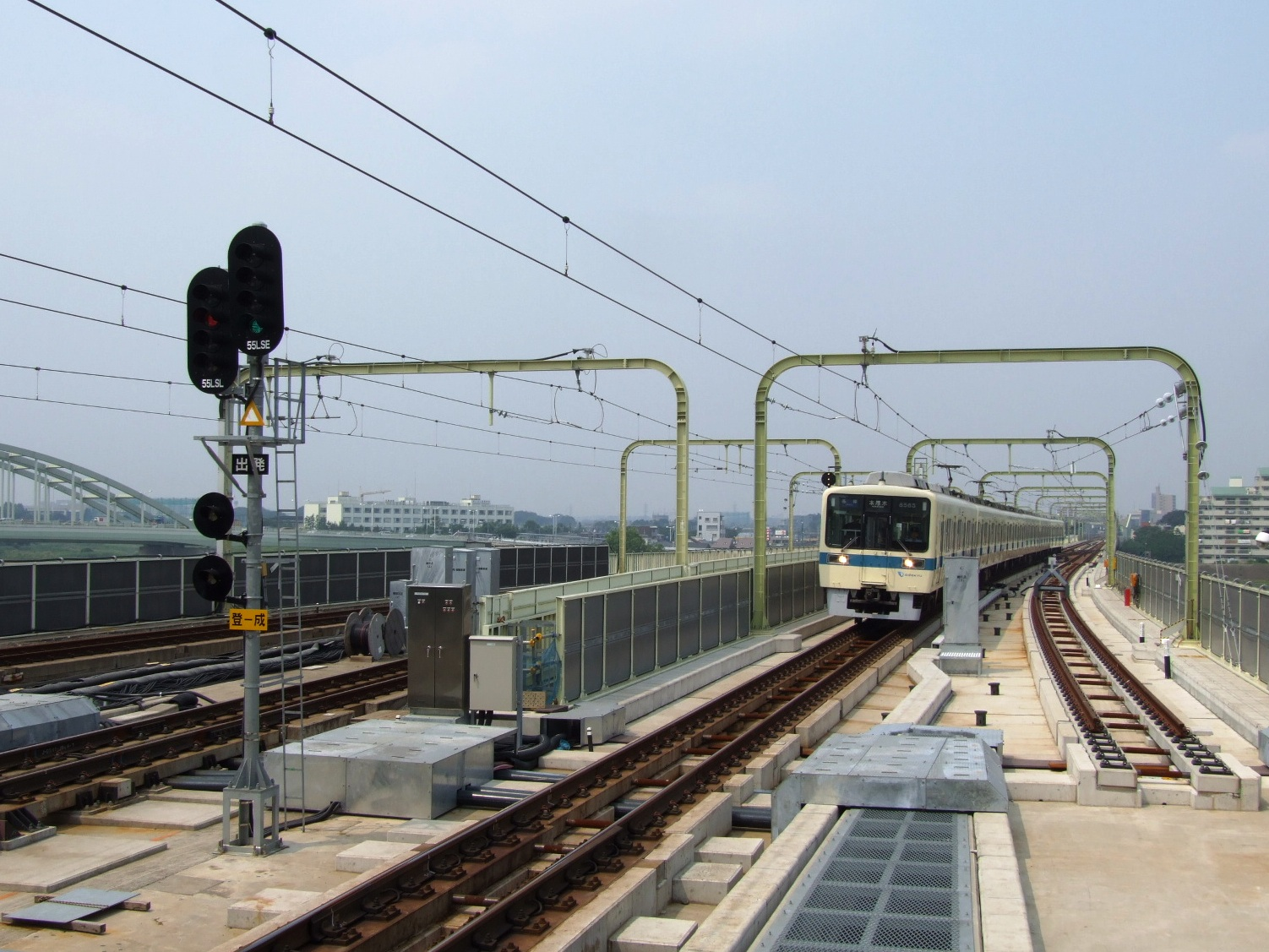
登戸駅ホームから見た多摩川橋梁

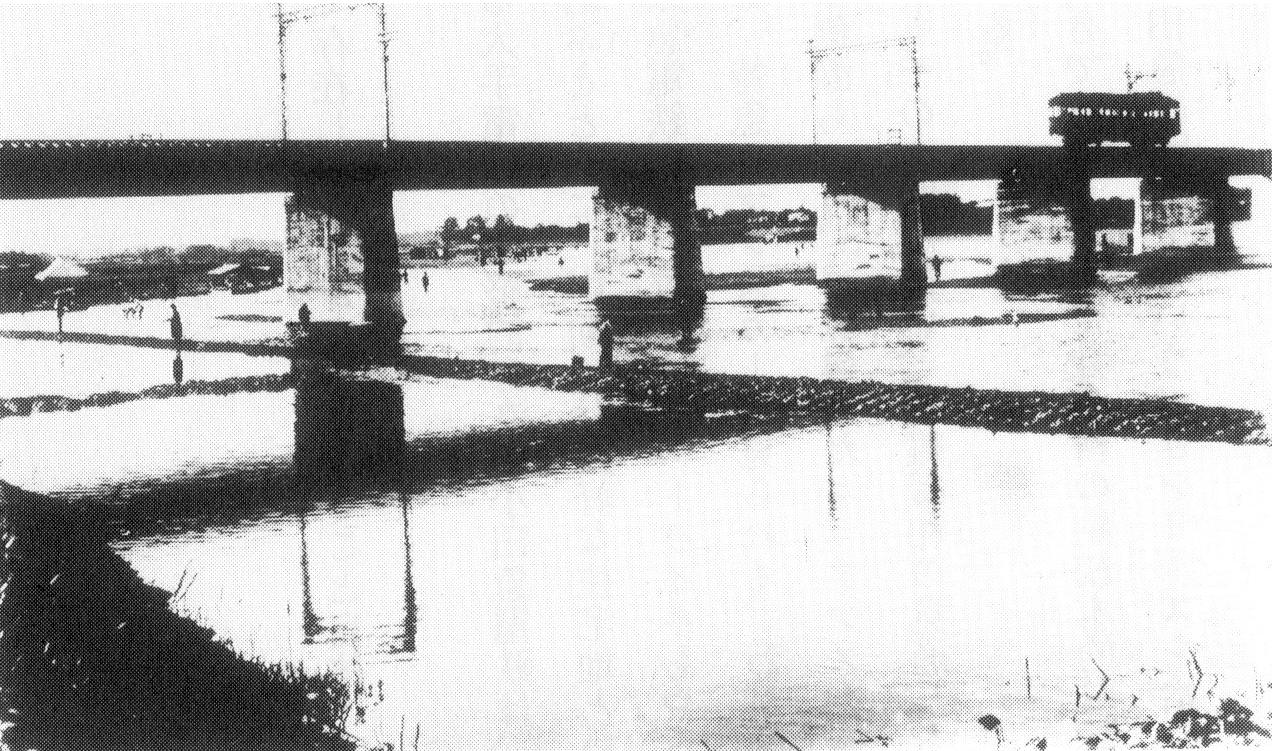
開通当時の多摩川橋梁

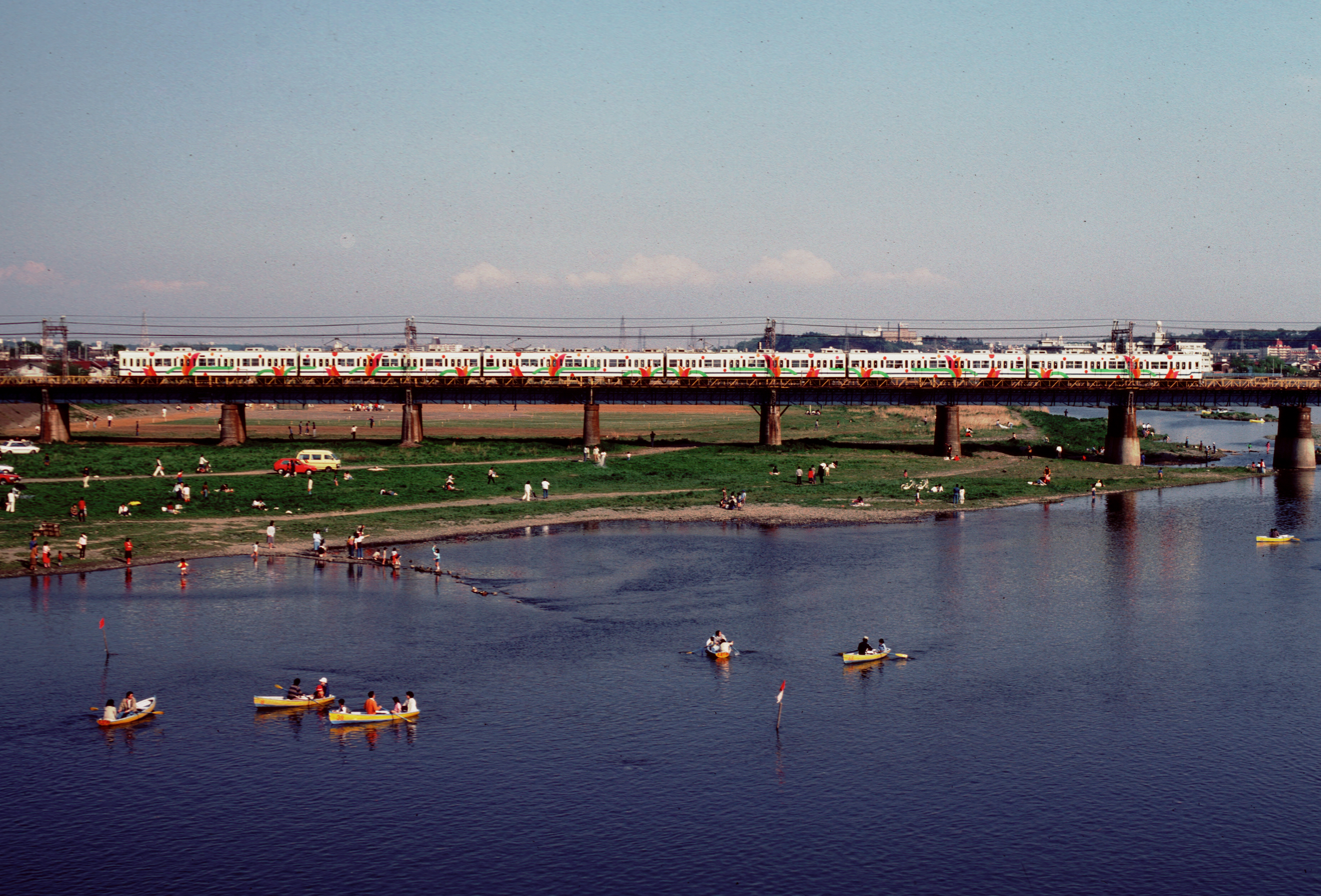
1982年の多摩川橋梁（列車はフラワートレイン）

多摩川橋梁（たまがわきょうりょう）は、小田急小田原線和泉多摩川駅 - 登戸駅間に架かる鉄道橋。

## 概要
東京都狛江市和泉玉泉寺前 - 神奈川県川崎市多摩区登戸新町間に架かる鉄道橋である。
小田原線開業時（1927年）の橋梁が長年使われていたが、和泉多摩川駅 - 向ヶ丘遊園駅間の改良工事にあわせ、嵩上げした新橋梁への架け替えが行われた。
架け替え時には、先行して上流側に上り線用の橋を架設して上下線を移設し、その後旧橋梁を撤去した跡地に下り線用の橋梁を架設・下り線を移設する形で本橋梁部の複々線化が行われ、2009年3月14日のダイヤ改正で供用を開始した。また、2018年には登戸駅1番ホームの供用開始により、本橋梁の下り副本線が全面供用されることとなった。

## 橋梁諸元
- 種別 - 鋼鉄道橋
- 形式 - 鋼床版連続箱桁
- 橋長 - 429.6 m[1]
- 線数 - 複線×2
- 活荷重 - M-17
- 供用開始 - 2003年
- 竣工 - 2008年

## ギャラリー

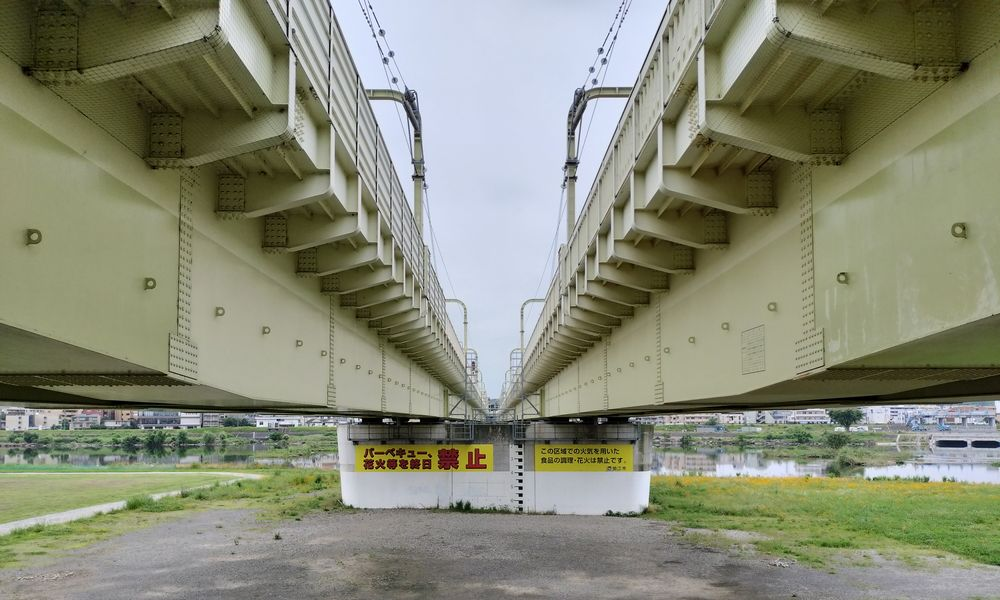
橋桁は上流側と下流側の2つに分かれている（狛江側から）
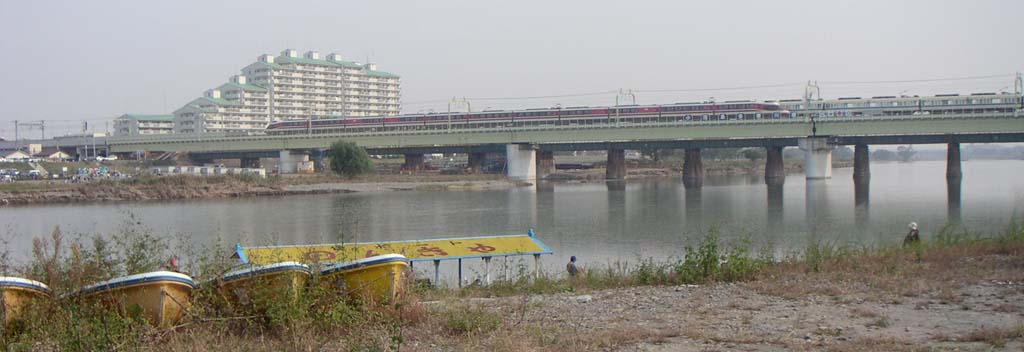
上流側は新しい橋、下流側は古い橋（2004年11月、登戸側から）
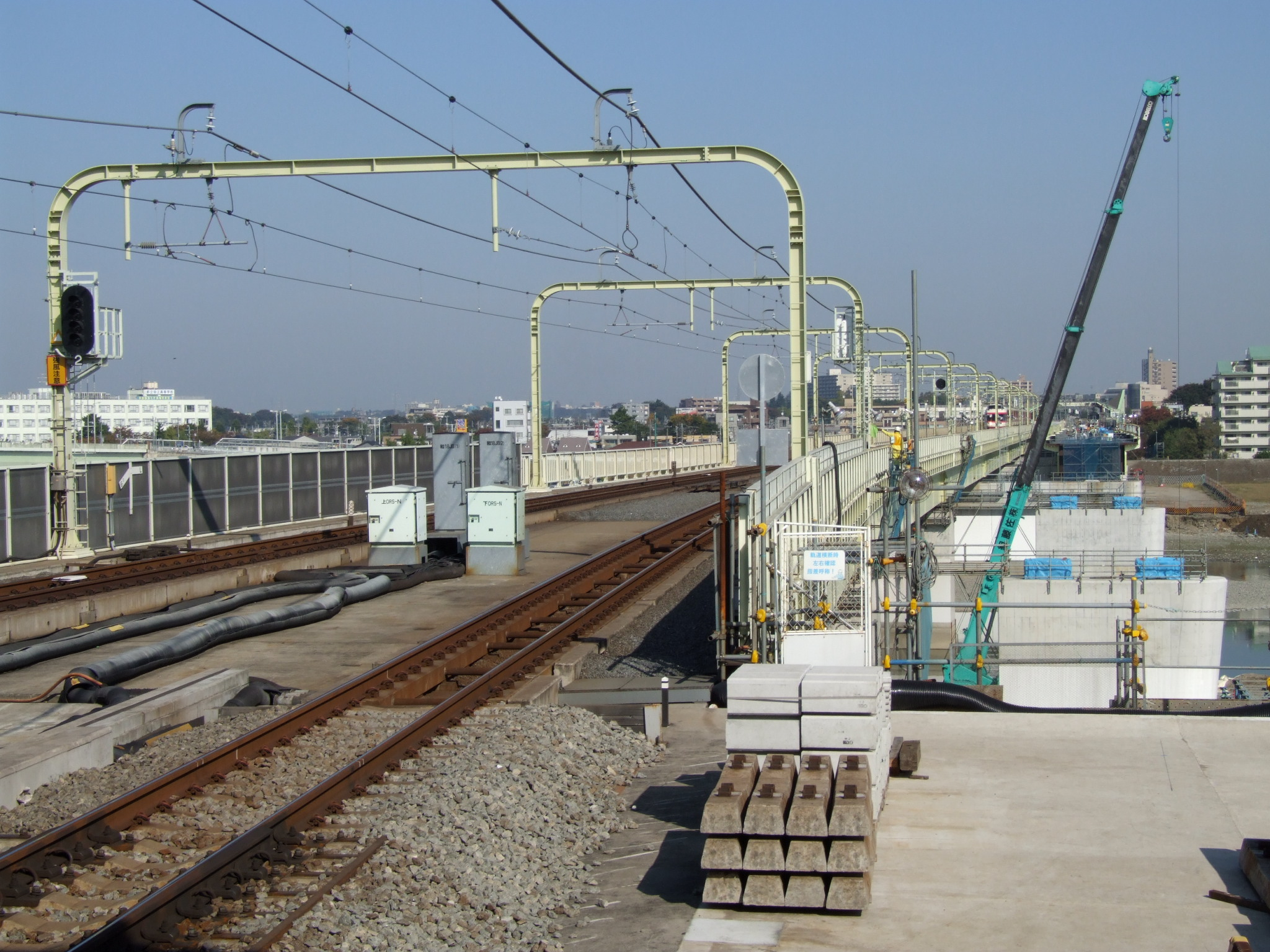
上流側は共用、下流側は工事中（2007年11月、登戸駅から）
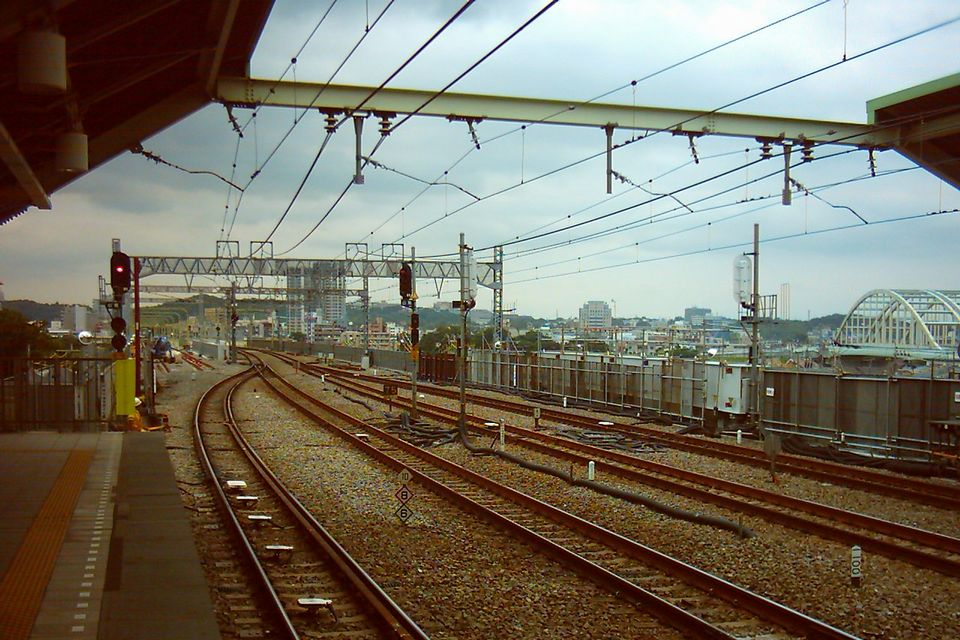
上流側は共用、下流側は工事中（2008年7月28日、和泉多摩川駅から）

## 多摩川橋梁が登場する作品
- 岸辺のアルバム

オープニングにて、架け替える前の旧橋梁が橋梁を走る小田急の電車と共に映し出されている。
- 金曜日の妻たちへII 男たちよ、元気かい?

オープニングにて、架け替える前の旧橋梁が橋梁を走る小田急ロマンスカーと共に映し出されている。
- 太陽にほえろ!

本橋付近の河川敷でロケが多数行なわれており、旧橋梁が度々背景に映っている。
- 泣くな青春

「断絶のブルース」の回ほか、本橋脚の真下でのロケが確認できる。
- ジャングル

「逮捕のあと」の回ほか、本橋脚の真下でのロケが確認できる。
- マルサの女

強制調査中の自宅を飛び出した権藤太郎を板倉亮子が追いかけるシーンで使用されている。
- 仮面ライダークウガ

13話と14話は荒川が舞台であったが、格闘シーンの一部は本橋梁のそばで撮られており、2000年当時の工事中の様子が分かる。
- ソラニン

浅野いにおの漫画（雑誌掲載は2005年後半から2006年）。和泉多摩川を舞台としている。背景は実景写真をベースとしており、旧橋梁を撤去している時期の風景が使われた。

## 周囲の橋
- 多摩川
  - （上流） - 京王相模原線多摩川橋梁 - 多摩水道橋（世田谷通り・津久井道） - 小田急小田原線多摩川橋梁 - 東名多摩川橋 - 新二子橋－二子橋（国道246号） - （下流）